# Witrugplatlijfje
Het witrugplatlijfje (Depressaria emeritella) is een vlinder uit de familie van de grasmineermotten (Elachistidae). De wetenschappelijke naam werd in 1849 gepubliceerd door Henry Tibbats Stainton.
De soort komt voor in Europa.